# Józef Rotblat

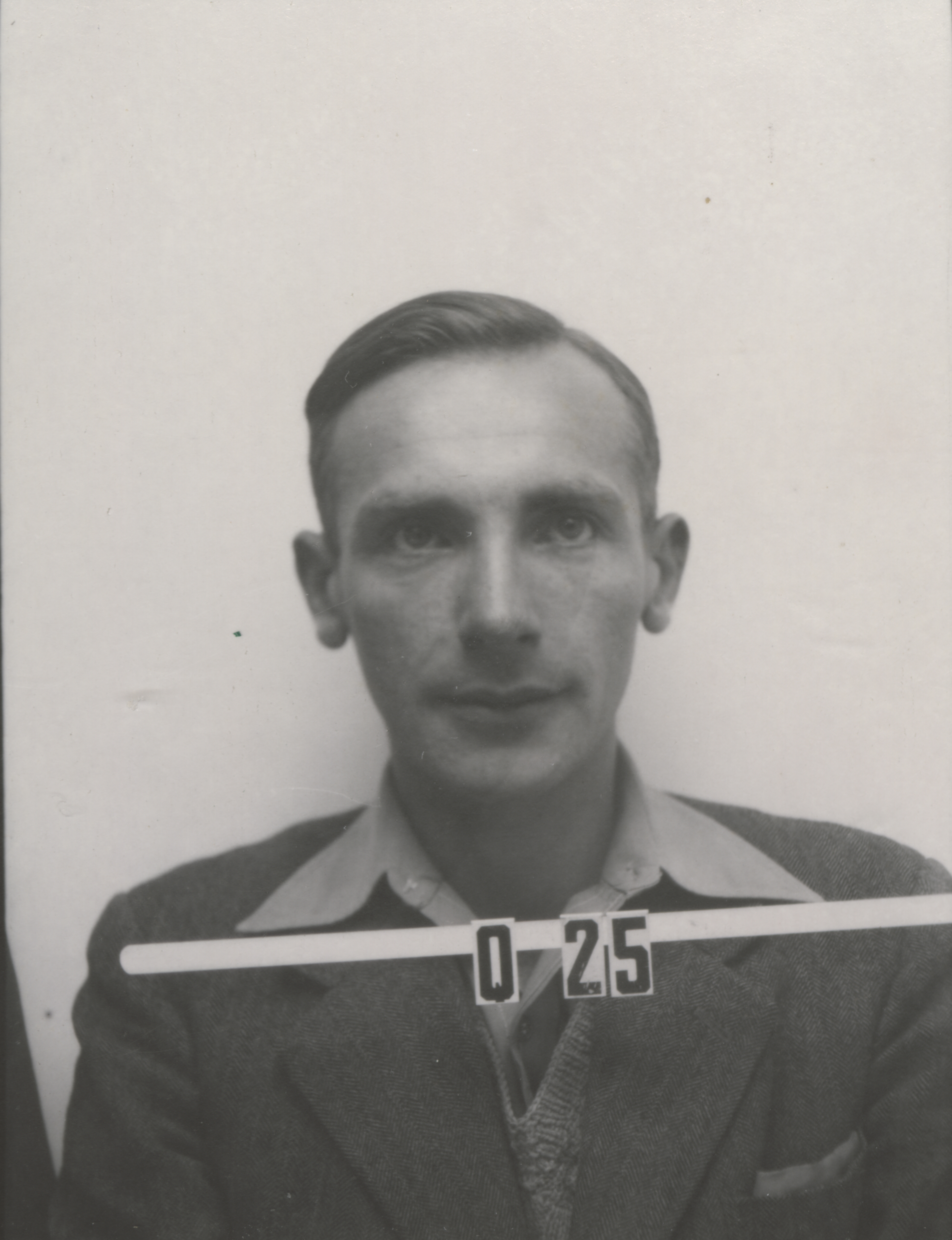
Józef Rotblat (Foto auf seinem Los-Alamos Dienstausweis während des Zweiten Weltkrieges)

Sir Józef Rotblat (* 4. November 1908 in Warschau; † 31. August 2005 in London; auch: Josef oder Joseph Rotblat) war ein polnischer Physiker „mit britischem Pass“, was er immer betonte. Als Kernphysiker war er anfänglich an der Entwicklung der ersten Atombombe beteiligt, verließ dann aber wegen ethischer Bedenken 1944 das Projekt. Er war einer der Mitgründer der Pugwash-Konferenzen und kämpfte ein Leben lang für die Abschaffung aller Atomwaffen. Gemeinsam mit den Pugwash-Konferenzen wurde er im Jahr 1995 mit dem Friedensnobelpreis ausgezeichnet.

## Leben

### Frühe Jahre und wissenschaftliche Tätigkeit
Als Sohn einer im Ersten Weltkrieg verarmten jüdischstämmigen Familie arbeitete Rotblat schon im Alter von 15 Jahren tagsüber als Elektriker; abends lernte er Physik. Später wurde ihm ein Stipendium für das Studium an der Freien Universität von Polen zuerkannt, wo er 1932 den Magister-Abschluss erhielt. Ab 1933 war er als wissenschaftlicher Mitarbeiter im radiologischen Labor der Warschauer Wissenschaftsgesellschaft tätig, das von seinem Förderer Ludwik Wertenstein geleitet wurde, und wurde 1937 Direktor des polnischen Instituts für Atomwissenschaft an der Freien Universität von Polen. 1938 wurde er an der Universität Warschau im Bereich der Physik promoviert. 1939 erhielt er ein Auslandsstipendium und ging im August, kurz vor dem Ausbruch des Zweiten Weltkrieges, nach Großbritannien.
1939 begann er zusammen mit James Chadwick an der Universität von Liverpool an einem Atombombenprojekt zu arbeiten, das ihn 1943 zusammen mit Chadwick nach Los Alamos führte, um am Manhattan-Projekt mitzuwirken. Im November 1944, nachdem klar war, dass Deutschland keine Atombombe fertigstellen könnte, verließ Rotblat als einziger Wissenschaftler das Projekt und ging sofort nach England zurück.
Nach den Abwürfen der Atombomben auf Hiroshima und Nagasaki wurde er zum erklärten Gegner der atomaren Aufrüstung. Von 1945 bis 1949 war er Direktor des Forschungszentrums für Nuklearphysik in Liverpool. Von 1950 bis 1976 ging er als Professor für Physik an die Universität London und an die medizinische Hochschule des Krankenhauses St Bartholomew’s Hospital, wurde dort leitender Physiker des Krankenhauses und beschäftigte sich mit dem Einsatz von radioaktiver Strahlung in der Krebstherapie.

### Pugwash Conferences on Science and World Affairs
Zusammen mit Albert Einstein und Bertrand Russell gehörte er 1955 zu den Initiatoren des Russell-Einstein-Manifestes und der Pugwash Conferences on Science and World Affairs, bekannt als Pugwash-Konferenzen, auf denen sich Wissenschaftler aus aller Welt regelmäßig unter anderem mit der internationalen Sicherheit, der Abrüstung und mit Strategien zur Vermeidung von Atomkriegen auseinandersetzen. „Pugwash International“ veranstaltet neben Jahrestagungen verschiedene Workshops zu Themen wie der nuklearen Abrüstung, den biologischen und chemischen Waffen, regionalen Konflikten der Weiterverbreitung von Waffentechnologien und der Verantwortung der Naturwissenschaftler. Seit ihrer Gründung fanden über 200 Konferenzen statt, bei denen vor allem über die Rüstungskontrolle und Konfliktregelung diskutiert wurde.
Besonders bei internationalen Verträgen zur Friedenssicherung spielen die Ergebnisse der Pugwash-Konferenzen eine wichtige Rolle. So waren ihre Ergebnisse ein maßgeblicher Faktor bei dem Atomteststop-Abkommen 1963 zwischen den USA und der Sowjetunion, dem Atomwaffensperrvertrag 1968, dem Anti-Raketen-Vertrag von 1972 und dem Verbot chemischer und biologischer Waffen von 1972 und 1973. Beratend wirkten sie außerdem bei den SALT-Abrüstungsgespächen von 1969 bis 1979 sowie bei der Vorbereitung der Konferenz über Sicherheit und Zusammenarbeit in Europa (KSZE) mit. Mit dem Ende des Kalten Krieges erweiterte sich das Spektrum der Themen auch um den Bereich des nachhaltigen Umweltschutzes.
Vom ersten Treffen 1957 bis 1973 war Rotblat Generalsekretär der Pugwash-Konferenzen, 1988 wurde er deren Präsident. 1972 wurde er in die American Academy of Arts and Sciences gewählt. Er war auswärtiges Mitglied der Ukrainischen Akademie der Wissenschaften.

### Weiteres Wirken
Józef Rotblat wurde außerdem als Sachverständiger für das Jahr des Friedens (1986) für die Vereinten Nationen (UN) zu Rate gezogen. Er war in den Jahren 1984 bis 1987 für die Berichte der Weltgesundheitsorganisation (WHO) in Bezug auf Auswirkungen eines Atomkrieges auf Gesundheit und Gesundheitswesen verantwortlich.
Rotblat ist Autor von über 300 Publikationen aus den Bereichen Kernphysik, Strahlenbiologie, Kernwaffen, Abrüstung, der Bewegung Pugwash und soziale Verantwortung der Wissenschaft. 1995, fünfzig Jahre nach Hiroshima und Nagasaki, wurde Joseph Rotblat gemeinsam mit den Pugwash Conferences on Science and World Affairs der Friedensnobelpreis verliehen. Begründung: „für ihre Bemühungen, die Rolle von Kernwaffen in der internationalen Politik zu verringern und auf längere Sicht diese Waffen abzuschaffen“. 1998 wurde er von Königin Elisabeth II. zum Knight Commander des Order of St. Michael and St. George geschlagen und führte von da an den Titel „Sir“.
Trotz des Eisernen Vorhangs und des Kalten Krieges setzte er sich für die Zusammenarbeit von Wissenschaftlern aus West und Ost ein. Anlehnend an den Hippokratischen Eid war er der Überzeugung, dass Wissenschaftler einen eigenen moralischen Codex haben sollten. Auf die Frage, wie er seinen jugendlichen Elan behält, antwortete Rotblat gern: „Du musst ein Ziel haben und es beharrlich verfolgen“ (keep on going).
Józef Rotblat starb am 31. August 2005 im Alter von 96 Jahren. Bis zu seinem Tod war er damit der älteste noch lebende Nobelpreisträger seit dem Tod des Physik-Preisträgers Hans Bethe am 6. März 2005.

## Schriften
- Joseph Rotblat: Strahlungswirkungen beim Einsatz von Kernwaffen. Berlin 1996, ISBN 3-87061-544-3

## Dokumentation
- Ein Physiker und die tödliche Macht – Joseph Rotblat, Wissenschaft und Gewissen. Regie: Eric Bednarski. Kanada, 89 Minuten, 2008